# Anja Bollaart
Anja Bollaart (Lage Zwaluwe, 28 oktober 1966) is een Nederlands voormalig langebaanschaatsster. 
Bollaart won op de Nederlandse kampioenschappen afstanden 1988 op de 1000 meter een zilveren medaille. Op de Nederlandse kampioenschappen sprint won ze in 1989 een bronzen medaille. 

## Records

### Persoonlijke records[1]
| Afstand    | Tijd    | Datum            | Baan       |
| ---------- | ------- | ---------------- | ---------- |
| 500 meter  | 41,31   | 17 maart 2000    | Calgary    |
| 1000 meter | 1.21,38 | 25 februari 2007 | Calgary    |
| 1500 meter | 2.06,76 | 24 februari 2007 | Calgary    |
| 3000 meter | 4.33,50 | 2 januari 1988   | Heerenveen |
| 5000 meter | 7.54,94 | 8 januari 1989   | Heerenveen |